# Бангор Сіті
Футбольний клуб «Бангор Сіті» (англ. Bangor City Football Club, валл. Clwb Pêl Droed Dinas Bangor) — валлійський футбольний клуб із Бангора, заснований 1876 року під назвою ФК Бангор. Виступає у валлійській прем'єр-лізі

## Досягнення

### Ліга
Чемпіонат Уельсу:
- Чемпіон (3): 1993–94, 1994–95, 2010-11

Північна Прем'єр-ліга
- Чемпіон (1): 1981–82

Ліга Північного Уельсу
- Чемпіон (1): 1895–96, 1899–1900, 1903–04, 1904–05, 1905–06, 1907–08, 1918–19

### Кубки
Кубок Уельсу:
- Володар кубка (8): 1889, 1896, 1962, 1998, 2000, 2008, 2009, 2010

Northern Premier League Challenge Cup:
- Володар кубка (1): 1969

North Wales Coast Challenge Cup:
- Володар кубка (12): 1927, 1936, 1937, 1938, 1947, 1951, 1958, 1965, 1968, 1993, 1999, 2005

North Wales Coast Amateur Cup:
- Володар кубка (12): 1895, 1896, 1898, 1899, 1901, 1903, 1905, 1906, 1912

North West Wales Challenge Cup:
- Володар кубка (1): 1886

## Виступи в єврокубках
| Сезон   | Змагання               | Раунд | Суперник        | Вдома | На виїзді | В сукупності |
| ------- | ---------------------- | ----- | --------------- | ----- | --------- | ------------ |
| 1962–63 | Кубок володарів кубків | 1Р    | Наполі          | 2–0   | 1–3       | 3–3          |
| 1985–86 | Кубок володарів кубків | 1Р    | Фредрікстад     | 0–0   | 1–1       | 1–1 (г)      |
| 1985–86 | Кубок володарів кубків | 2Р    | Атлетіко Мадрид | 0–2   | 0–1       | 0–3          |
| 1994–95 | Кубок УЄФА             | ПР    | Акранес         | 1–2   | 0–2       | 1–4          |
| 1995–96 | Кубок УЄФА             | ПР    | Відзев Лодзь    | 0–4   | 0–1       | 0–5          |
| 1998–99 | Кубок володарів кубків | КР    | Гака            | 0–2   | 0–1       | 0–3          |
| 2000–01 | Кубок УЄФА             | КР    | Гальмстад       | 0–7   | 0–4       | 0–11         |
| 2002–03 | Кубок УЄФА             | КР    | Смередево       | 1–0   | 0–2       | 1–2          |
| 2003    | Кубок Інтертото        | 1Р    | Глорія Бистриця | 0–1   | 2–5       | 2–6          |
| 2005    | Кубок Інтертото        | 1Р    | Дінабург        | 1–2   | 0–2       | 1–4          |
| 2008–09 | Кубок УЄФА             | 1К    | Мідтьюлланн     | 1–6   | 0–4       | 1–10         |
| 2009–10 | Ліга Європи            | 2К    | Гонка           | 0–1   | 0–2       | 0–3          |
| 2010–11 | Ліга Європи            | 2К    | Гонка           | 2–1   | 1–1       | 3–2          |
| 2010–11 | Ліга Європи            | 3К    | Марітіму        | 1–2   | 2–8       | 3–10         |
| 2011–12 | Ліга чемпіонів         | 2К    | ГІК             | 0–3   | 0–10      | 0–13         |
| 2012–13 | Ліга Європи            | 1К    | Зімбру          | 0–0   | 1–2       | 1–2          |
| 2014–15 | Ліга Європи            | 1К    | Стьярнан        | 0–4   | 0–4       | 0–8          |
| 2017–18 | Ліга Європи            | 1К    | Люнгбю          | 0–3   | 0–1       | 0–4          |

Примітки
- ПР: Попередній раунд
- КР: Кваліфікаційний раунд
- 1Р: Перший раунд
- 2Р: Другий раунд
- 1К: Перший кваліфікаційний раунд
- 2К: Другий кваліфікаційний раунд
- 3К: Третій кваліфікаційний раунд